# Chahriar
Pour les articles homonymes, voir Chahriar (homonymie).
Ne doit pas être confondu avec Charia.

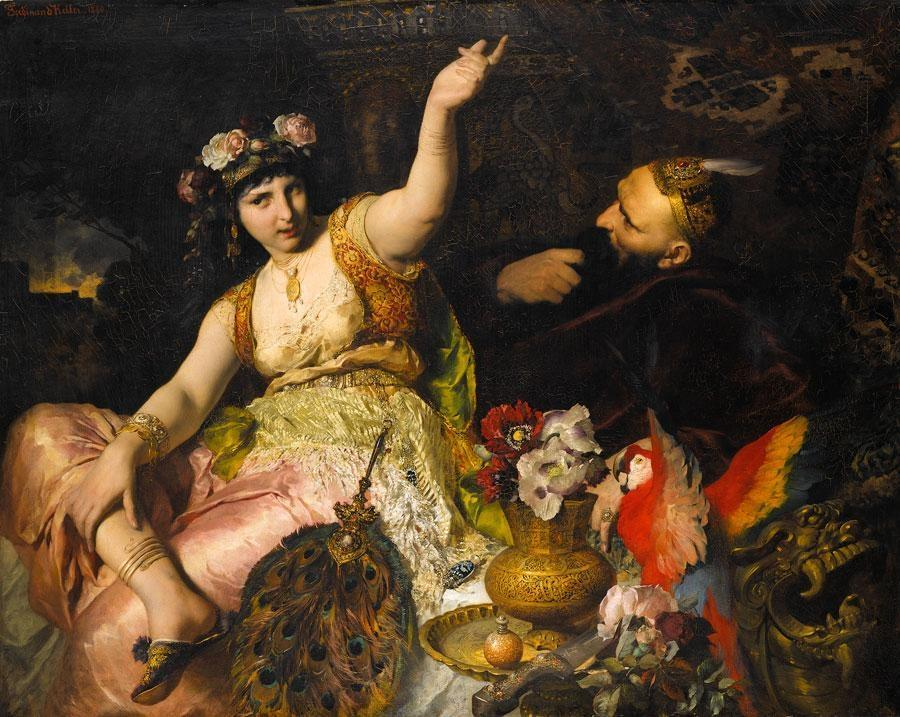
Shéhérazade et Chahriar par Ferdinand Keller, 1880.

Shahriar (Shāhrīyār) est le Roi des Rois sassanide de fiction dans le Livre des Mille et Une Nuits, héros du Conte du roi Chahriar et de son frère le roi Chah Zaman, qui se fait raconter des histoires par Shéhérazade.

## Histoire
Le roi régnait prétendument sur un empire Perse qui s'étendait jusqu'en Inde, sur toutes les îles adjacentes et bien plus loin que le Gange, jusqu'en Chine, tandis que son frère cadet, Chah Zaman ou Shaw-zummaun, sur Samarcande.
Dans le recueil, profitant d'une absence de son époux, la femme de Chahriar le trompe avec son eunuque. Apprenant la nouvelle, le sultan, fou de rage, fait exécuter les deux amants. Ayant perdu toute confiance dans la gent féminine, il décide de ne plus jamais conserver d'épouse et de la mettre à mort le lendemain de la nuit de noces. Cela dure un certain temps jusqu'à ce qu'il se marie avec Shéhérazade, la belle et intelligente fille de son grand vizir. Pendant mille et une nuits d'affilée, Shéhérazade raconte une histoire à Chahriar, s'arrêtant chaque fois à l'aube, créant un fort suspense, le forçant ainsi à la garder en vie une journée de plus afin qu'elle puisse finir le conte la nuit suivante. Finalement, le sultan abandonne sa résolution et décide de garder Shéhérazade auprès de lui pour toujours, ayant reconnu ses qualités de cœur et d'esprit.

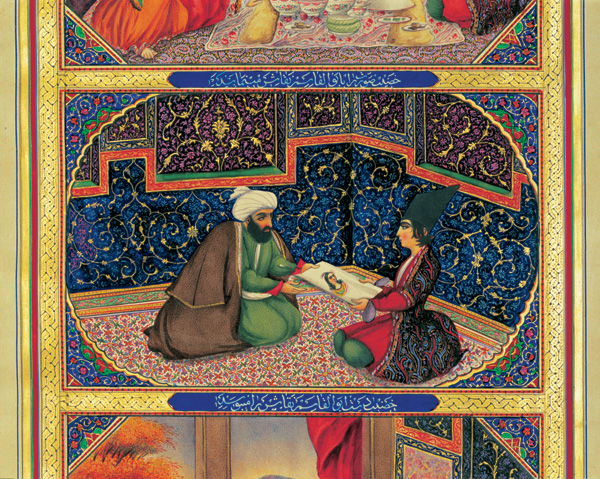
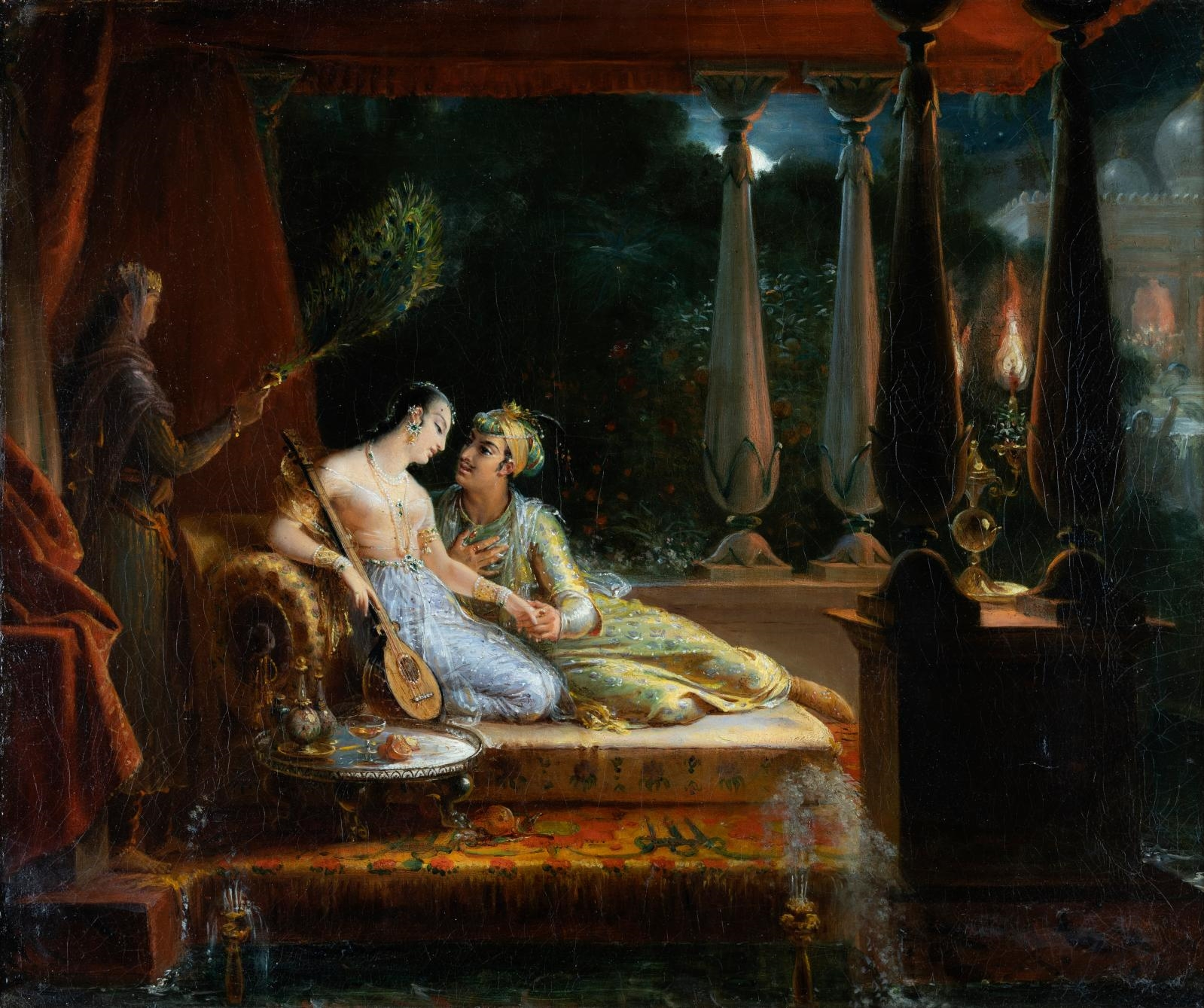
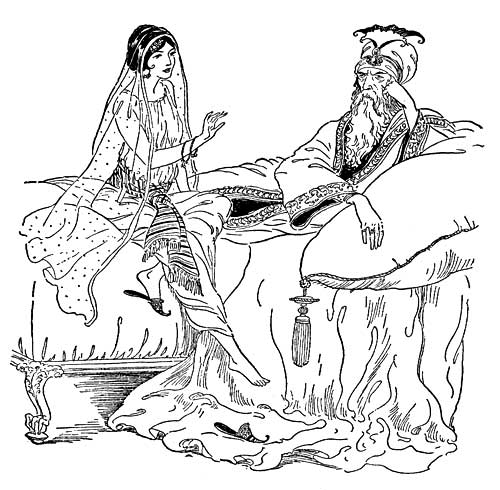

## Anecdote
Dans le jeu Sonic and the Secret Rings, le personnage de Chahriar est incarné par le Dr Robotnik.